# Lesvia
Lesvia (Originaltitel griechisch Λεσβία) ist ein griechischer Dokumentarfilm aus dem Jahr 2024 von Tzeli Hadjidimitriou in dem es um die Geschichte einer lesbischen Gemeinschaft in Eresos auf der ägäischen Insel Lesbos geht. Der deutsche Kinostart ist für 2025 bei Salzgeber geplant.

## Handlung
Der Film Lesvia erzählt die lesbische Autobiografie von Tzeli Hadjidimitriou, die auf Lesbos aufwuchs. Gleichzeitig schildert er die Geschichte einer Frauengemeinschaft, die sich seit den 1970er Jahren in Eresos, Sapphos angeblichem Geburtsort, formierte. Tzeli Hadjidimitriou gestaltet den Dokumentarfilm aus Archivmaterial, das sie mit persönlichen Zeugnissen und Tagebuchauszügen verbindet. Einige Szenen inszeniert sie nach und passt sie stilistisch an. Die Archivaufnahmen zeigen unbekleidete Frauen und sinnliche Freuden, geprägt von Urlaubsvergnügen. 
Hadjidimitriou beschreibt, wie Lesben aus aller Welt seit den 1970er Jahren Eresos zu ihrem Paradies erklärten. Sie fragt, was in den letzten 40 Jahren dort geschah, und beleuchtet die Auswirkungen der Ansiedlung vieler lesbischer Frauen auf die Gemeinschaft, den Tourismus und die unberührte Insel. Über mehrere Jahrzehnte hinweg erzählt sie von Gentrifizierung, dem Zusammenwachsen unterschiedlicher Kulturen, kolonialen Problemen und den komplexen Verhandlungen zwischen Einheimischen und lesbischen Urlauberinnen.

## Festivals, Auszeichnungen
- Écrans mixtes 2024, Prix du jury et du public
- Frameline 2024
- Thessaloniki International Film Festival 2024, Greek Film Centre Award, Meremaid Award[2]
- Debütfilmpreis von QueerScope, 2024[3]